# Діон Галлапені
Діон Галлапені (алб. Dion Gallapeni, нар. 22 грудня 2004, Сува-Река) — косовський футболіст, захисник клубу «Приштина» та національної збірної Косова. Дворазовий володар Кубка Косова та володар Суперкубка Косова.

## Клубна кар'єра
Діон Галлапені народився 2004 року в місті Сува-Река, та є вихованцем футбольної школи клубу «Приштина». У 2022 році Галлапені розпочав грати в основній команді клубу, в якій став дворазовим володарем Кубка Косова та володарем Суперкубка Косова.

## Виступи за збірні
З 2024 року Діон Галлапені грає у складу молодіжної збірної Косова. У 2025 році Галлапені дебютував у складі національної збірної Косова. Станом на кінець червня 2025 року футболіст зіграв у складі національної збірної 2 матчі, в яких забитими голами не відзначився.

## Титули і досягнення
- Володар Кубка Косова (2):

«Приштина»: 2022–2023, 2024–2025
- Володар Суперкубка Косова (1):

«Приштина»: 2023